# Liste von Anschlägen auf Juden und jüdische Einrichtungen in den Vereinigten Staaten
Diese Liste umfasst gewaltsame Angriffe auf Juden, jüdische Einrichtungen sowie israelische Einrichtungen in den Vereinigten Staaten von Amerika. Ebenfalls aufgelistet sind fehlgeschlagene und vereitelte Anschlagspläne.

## Liste
| Ereignis                                                                                 | Datum                   | Ort                               | Beschreibung |
| ---------------------------------------------------------------------------------------- | ----------------------- | --------------------------------- | --- |
| Bombenanschlag auf Beth-El Synagoge                                                      | 22. November 1957       | Charlotte (North Carolina)        | Es wurde ein Sprengstoffanschlag auf die Beth-El Synagoge in Charlotte mit fünf Stangen Dynamit versucht. Da die Zündschnur erlosch, schlug er fehl. Es war der erste einer Serie von Anschlägen auf jüdische Einrichtungen, weil sich die jüdischen Organisationen für die Rassengleichheit einsetzten. |
| Bombenanschlag auf Beth-El Synagoge                                                      | 9. Februar 1958         | Gastonia (North Carolina)         | Es wurde ein Sprengstoffanschlag auf die Beth-El Synagoge in Gastonia mit 30 Stangen Dynamit versucht. Da die Zündschnur erlosch, schlug er fehl. Die Tat zählt zu einer Reihe von Anschlägen auf jüdische Einrichtungen, weil sich die jüdischen Organisationen für die Rassengleichheit einsetzten. |
| Bombenanschlag auf Gemeindezentrum                                                       | 16. März 1958           | Nashville                         | Die „Confederate Union“ verübte einen Sprengstoffanschlag mit zwei Dynamitstangen auf das jüdische Gemeindezentrum in Nashville. Die Gruppierung verübte eine Serie von Anschlägen auf jüdische Einrichtungen, weil sich die jüdischen Organisationen für die Rassengleichheit einsetzten. |
| Bombenanschlag auf Beth-El Synagoge                                                      | 16. März 1958           | Miami                             | Es wurde ein Sprengstoffanschlag auf die Beth-El Synagoge in Miami ausgeführt. Er gehört zu einer Serie von Anschlägen auf jüdische Einrichtungen, weil sich die jüdischen Organisationen für die Rassengleichheit einsetzten. |
| Bombenanschlag auf Beth-El Synagoge                                                      | 18. April 1958          | Birmingham (Alabama)              | Ein Sprengstoffanschlag auf die Beth-El Synagoge in Birmingham schlug wegen Zünderdefekt fehl. Er gehört zu einer Serie von Anschlägen auf jüdische Einrichtungen, weil sich die jüdischen Organisationen für die Rassengleichheit einsetzten. |
| Bombenanschlag auf jüdisches Gemeindezentrum                                             | 28. April 1958          | Jacksonville (Florida)            | Die „Confederate Union“ verübte einen Sprengstoffanschlag auf das jüdische Gemeindezentrum in Jacksonville und auf eine Grundschule für Schwarze. Die Tat zählt zu einer Reihe von Anschlägen auf jüdische Einrichtungen, weil sich die jüdischen Organisationen für die Rassengleichheit einsetzten. |
| Bombenanschlag auf Hebrew Benevolent Synagoge                                            | 12. Oktober 1958        | Atlanta                           | Beim Bombenanschlag wurde die Nordseite der Synagoge beschädigt. Suprematisten bekannten sich zu dem Anschlag, weil sich die jüdischen Organisationen für die Rassengleichheit einsetzten. Der damalige Rabbi Jacob Rothschild war ein ausgesprochener Unterstützer der Bürgerrechtsbewegung. |
| Bombenanschlag auf Anshe Emet Synagoge                                                   | 14. Oktober 1958        | Peoria (Illinois)                 | Bei einem Sprengstoffanschlag auf die Anshe Emet Synagoge in Peoria entstand ein leichter Sachschaden. Die Tat zählt zu einer Reihe von Anschlägen auf jüdische Einrichtungen, weil sich die jüdischen Organisationen für die Rassengleichheit einsetzten. Durch die Medien wurde berichtet, dass 16 Monate zuvor schon einmal ein Sprengsatz entdeckt und entschärft worden war. |
| Brandanschlag und Schießerei, Beth Israel Synagoge                                       | 25. März 1960           | Gadsden (Alabama)                 | Der 16-jährige Jerry Hunt warf während eines Gottesdienstes Molotowcocktails in die Synagoge Beth Israel in Gadsden und eröffnete das Feuer auf herauskommende Gläubige. Zwei Personen wurden verletzt. Der Attentäter war nach eigenen Aussagen vom Nationalsozialismus begeistert und hasste Juden. |
| Bombenanschlag auf Beth Israel Synagoge                                                  | 18. September 1967      | Jackson (Mississippi)             | Mitglieder des Ku-Klux-Klan verübten einen Bombenanschlag auf die neue Beth Israel Synagoge in Jackson, weil sich der dortige Rabbi Nussbaum im Rahmen der Bürgerrechtsbewegung stark für die Gleichstellung der Schwarzen engagiert hatte. |
| Bombenanschlag auf Rabbi Perry Nussbaum                                                  | 22. November 1967       | Jackson (Mississippi)             | Mitglieder des Ku-Klux-Klan verübten zwei Monate nach dem Anschlag auf die Beth Israel Synagoge in Jackson einen Bombenanschlag auf das Heim des dortigen Rabbi Nussbaum. Dieser hatte sich im Rahmen der Bürgerrechtsbewegung stark für die Gleichstellung der Schwarzen engagiert. |
| Bombenanschlag auf Schulgebäude der Beth Israel Gemeinde                                 | 28. Mai 1968            | Meridian (Mississippi)            | Mitglieder des Ku-Klux-Klan verübten einen Anschlag auf ein Schulgebäude der Beth Israel Synagoge in Meridian. Es entstand großer Sachschaden. Der dortige Rabbi Milton Schlager hatte sich zuvor mit anderen Glaubensrichtungen der Stadt gegen das „Midnightbombing“ gewandt. Zuvor waren fünf Bombenanschläge auf Schulen für Schwarze in Meridian erfolgt. |
| Bombenanschlag auf Meyer Davidson                                                        | 30. Juni 1968           | Meridian (Mississippi)            | Mitglieder des Ku-Klux-Klan versuchten einen Anschlag auf den Geschäftsmann Meyer Davidson, einen Führer der jüdischen Gemeinde in Meridian. Das FBI konnte die sie auf frischer Tat festnehmen. Die jüdischen Gemeinden hatten aufgrund der Vorfälle in den Jahren 1967 und 1968 eine hohe Belohnung für Hinweisgeber ausgesetzt. |
| Bombenanschlag auf Beth Shalom Synagoge                                                  | 29. Juli 1977           | Chattanooga (Tennessee)           | Der Suprematist und Serienmörder Jospeph Paul Franklin, ein Mitglied des Ku Klux Klan, verübte einen Bombenanschlag auf die Bewth Shalom Synagoge in Chattanooga. Es entstand nur Sachschaden, da die Shabbatfeier wegen zu geringer Teilnehmerzahl vorzeitig endete. |
| Anschlag auf Brith Sholom Kneseth Israel Synagoge                                        | 8. Oktober 1977         | St. Louis (Missouri)              | Der Suprematist und Serienmörder Jospeph Paul Franklin, ein Mitglied des Ku Klux Klan, schoss auf Gottesdienstbesucher einer Bar Mizwa. Ein Besucher kam ums Leben, zwei weitere wurden verwundet. |
| Mord an Neal Rosenblum                                                                   | 17. April 1986          | Pittsburgh, Pennsylvania          | Der 24-jährige kanadische orthodoxe Student am Kollel Bais Yitzchok Torah Institute wurde von Steven M. Tielsch, einem Drogendealer mit Hakenkreuztatoo ermordet, weil er Jude war. |
| Crown Heights Riots                                                                      | 19. bis 21. August 1991 | New York City, New York           | Als Crown Heights Riots werden gewaltsame Auseinandersetzungen zwischen der jüdischen und schwarzen Bevölkerung im New Yorker Stadtteil Crown Heights im Sommer 1991 bezeichnet. Auslöser der Unruhen war ein Autounfall, bei dem ein Fahrzeug aus der Autokolonne des Chabad-Vorsitzenden Menachem Mendel Schneerson versehentlich zwei Kinder guyanischer Einwanderer überfuhr. Eines der Kinder kam bei dem Unfall ums Leben. Noch am Abend des Unfalls zogen schwarze Jugendliche durch Straßen des Viertels, die hauptsächlich von Juden bewohnt wurden, warfen mit Steinen und Flaschen und setzten Autos in Brand. Am Morgen des 20. Augusts wurde der jüdische Student Yankel Rosenbaum von einer Gruppe schwarzer Jugendlicher niedergestochen, er starb später im Krankenhaus. Innerhalb der nächsten Tage wurden mehrere Juden verletzt, Geschäfte geplündert und Häuser mit jüdischen Bewohnern beschädigt. |
| Anschlag auf eine Gruppe Jeschiwa-Studenten                                              | 1. März 1994            | New York City, New York           | Ein Attentäter gibt auf der Brooklyn-Bridge Schüsse auf einen Van ab, in dem sich ultra-orthodoxe Jeschiwa-Studenten befinden. Vier von ihnen werden dabei verletzt, einer der Studenten stirbt wenige Tage später. Vor dem Anschlag soll der Attentäter einer extrem antisemitischen Predigt in der Islamic Society of Bay Ridge-Moschee beigewohnt haben. |
| Angriff auf eine Synagoge                                                                | 20. März 1994           | Eugene, Oregon                    | Chris Lord, der Verbindungen zu den rechtsextremen Organisationen Volksfront und American Front hat, gibt zehn Schüsse auf die Temple Beth Israel-Synagoge ab. Die Inneneinrichtung der Synagoge wird dadurch teilweise beschädigt. |
| Brandanschläge auf drei Synagogen                                                        | 18. Juni 1999           | Sacramento                        | Die Suprematisten Benjamin Matthew und James Tyler Williams verübten Brandanschläge auf die drei jüdischen Synagogen Beth Shalom, B’nai Israel und das Kenesset Israel Torah Zentrum. Da die Anschläge nachts erfolgten, wurde niemand verletzt. |
| Anschlag auf ein jüdisches Gemeindezentrum                                               | 10. August 1999         | Los Angeles, Kalifornien          | Der Rechtsextremist Buford O. Furrow, Jr., der Verbindungen zur Organisation Aryan Nations hatte, drang in das North Valley Gemeindezentrum in Grenada Hills ein und eröffnete das Feuer auf die Anwesenden. Dabei verletzte er fünf Personen, darunter drei Kinder im Alter von fünf und sechs Jahren. Furrow flüchtete daraufhin vom Tatort und erschoss rund 40 Minuten später in Chatsworth einen Postzusteller philippinischer Herkunft. |
| Amoklauf des Richard Baumhammers                                                         | 28. April 2000          | Großraum Pittsburgh, Pennsylvania | Der Rechtsextremist Richard Baumhammers tötet während eines zweistündigen Amoklaufes fünf Menschen. Baumhammers' erstes Opfer war seine jüdische Nachbarin Anita Gordon, die er erschoss und deren Haus er anzündete. Daraufhin begab er sich zur Synagoge der Beth El-Gemeinde in Scott Township, der Gordon angehörte, schoss durch die Scheiben der Synagoge und beschmierte das Gebäude mit zwei Hakenkreuzen. Anschließend erschoss drei Menschen chinesischer, vietnamesischer und indischer Herkunft sowie einen Afroamerikaner. Ein weiterer Mann indischer Herkunft starb wenige Jahre später an den Folgen des Anschlags. Zusätzlich zerschoss er noch die Fensterscheiben der Synagoge der Ahavath Achim-Gemeinde in Carnegie. |
| Brandanschlag auf eine Synagoge                                                          | 13. Oktober 2000        | Syracuse, New York                | Ein Mann palästinensischer Herkunft legt Feuer in der Beth El-Synagoge in Syracuse und beschädigt diese dadurch schwer. |
| Anschlag auf den Ticketschalter der Fluglinie El Al im Los Angeles International Airport | 4. Juli 2002            | Los Angeles, Kalifornien          | Der Islamist Hesham Mohamed Hadayet erschießt am Ticketschalter der israelischen Airline El Al im Los Angeles International Airport zwei Menschen und verletzt vier weitere. Hadayet kann vom Sicherheitspersonal der Airline überwältigt werden und wird erschossen. |
| Angriff auf eine Synagoge                                                                | 25. Oktober 2002        | Eugene, Oregon                    | Fünf Mitglieder der rechtsextremen Volksfront werfen während eines Gottesdienstes mit rund 80 Teilnehmern Steine, in die Hakenkreuze eingraviert wurden, durch die Scheiben der Temple Beth Israel-Synagoge. |
| Anschlag auf die Jewish Federation of Greater Seattle                                    | 28. Juli 2006           | Seattle, Washington               | Ein Mann dringt in das Gebäude der Jewish Federation of Greater Seattle ein und eröffnet das Feuer auf die Anwesenden. Eine Frau wird dabei getötet, fünf weitere verletzt. Der Attentäter äußerte sich deutlich anti-israelisch und antisemitisch. |
| Anschlag auf das United States Holocaust Memorial Museum                                 | 10. Juni 2009           | Washington, D.C.                  | Der Rechtsextremist und Holocaustleugner James von Brunn erschießt beim Betreten des United States Holocaust Memorial Museums einen Wachmann. Er wird in einem Schusswechsel mit dem weiteren Wachpersonal verletzt und kann überwältigt werden. |
| Anschlag auf ein jüdisches Gemeindezentrum und ein Altersheim                            | 13. April 2014          | Overland Park, Kansas             | Der Rechtsextremist Frazier Glenn Miller, der dem Ku-Klux-Klan angehört, erschießt vor einem jüdischen Gemeindezentrum zwei Menschen und vor einem Altersheim eine weitere Person. |
| Anschlag auf eine Synagoge                                                               | 27. Oktober 2018        | Pittsburgh, Pennsylvania          | → Hauptartikel: Attentat in der Tree-of-Life-Synagoge in Pittsburgh 2018 Der Rechtsextremist Robert Bowers erschießt in der Tree-of-Life-Synagoge in Pittsburgh elf Menschen und verletzt weitere sechs. |
| Versuchter Angriff auf zwei Juden vor einer Synagoge                                     | 23. November 2018       | Los Angeles, Kalifornien          | Zwei Männer werden beim Verlassen einer Synagoge antisemitisch beschimpft. Der Angreifer versucht außerdem, die beiden mit seinem Auto zu überfahren. Die Männer bleiben unverletzt. Die Polizei nimmt den Angreifer fest. In seinem Auto wird zusätzlich ein Messer gefunden. |
| Anschlag auf eine Synagoge                                                               | 27. April 2019          | Poway, Kalifornien                | → Hauptartikel: Anschlag auf eine Synagoge in Poway Ein Rechtsextremist erschießt in einer Synagoge einen Menschen und verletzt drei weitere. |
| Anschlag auf ein koscheres Lebensmittelgeschäft                                          | 10. Dezember 2019       | Jersey City, New Jersey           | → Hauptartikel: Anschlag in Jersey City Zwei mutmaßliche Sympathisanten der Black Hebrew Israelites erschießen in einem koscheren Supermarkt drei Menschen. Zuvor töteten sie außerdem einen Polizisten. Die beiden Angreifer werden im Anschluss an den Anschlag in einem mehrstündigen Schusswechsel mit der Polizei erschossen. |
| Messerangriff auf eine Chanukka-Feier                                                    | 28. Dezember 2019       | Monsey, Rockland County, New York | Während einer Feier zum jüdischen Fest Chanukka im Haus eines Rabbiners greift ein Mann die Anwesenden mit einem Messer an und verletzt fünf Menschen, mindestens einen schwer. Der Täter kann zunächst flüchten und soll versucht haben, in die benachbarte Synagoge einzudringen, bevor er festgenommen wird. |